# Nassella gibba
Nassella gibba är en gräsart som först beskrevs av Rodolfo Amando Philippi, och fick sitt nu gällande namn av Muñoz-schick. Nassella gibba ingår i släktet nassellor, och familjen gräs. Inga underarter finns listade i Catalogue of Life.